# André Berthomieu
André Berthomieu ( Rouen, 16 de febrer de 1903- Vineuil-Saint-Firmin, Oise, 10 d'abril de 1960) és un director de cinema i guionista francès.

## Biografia
André Berthomieu, el nom complet del qual és André Émile Jean Berthomieu, va començar la seva vida com a comptable i va ser actuant com a cantant amateur que es va apropar al món de l'entreteniment.
Va començar com a ajudant de Marcel Vandal, Julien Duvivier, Maurice Gleize i René Hervil. Va fer la seva primera pel·lícula: Pas si bête el 1927 amb René Lefèvre de la qual va fer un remake el 1946 amb Bourvil. També va dirigir un remake de Le Crime du Bouif de Henri Pouctal de 1921, la primera part de la sèrie de set capítols de fenòmens de Le Bouif.
Director sense pretensions artístiques, es considerava tècnic de cinema i va ser president del Sindicat de Tècnics de Producció Cinematogràfica i Televisió de 1944 a 1946 així com de l'Associació d'Autors de Cinema de 1945 a 1946. 1955.
El 1946 va publicar Essai de grammaire cinématographique, una obra que defensava la prohibició de qualsevol exercici artístic o revolucionari en el cinema.
Membre de la CGT, fa campanya per una organització corporativista de la professió de cineasta on s'aplicarien les normes del sector públic.
Mon ami Victor (1931) amb Pierre Brasseur i Le Mort en fuite (1936) són les dues pel·lícules que sorgeixen de la seva obra.
André Berthomieu és el marit de l'actriu Line Noro, a qui va dirigir en quatre pel·lícules.

## Filmografia

### Com a director
- 1928 : Pas si bête
- 1929 : Le Crime de Sylvestre Bonnard, adaptació de la novel·la epònima d'Anatole France; amb Gina Barbieri, Simone Bourday
- 1929 : Ces dames aux chapeaux verts, adaptació de la novel·la de Germaine Acremant
- 1929 : Rapacité, amb Gaston Jacquet, Florence Gray

Plantilla:Fin de colonnes
- 1931 : Gagne ta vie
- 1931 : Mon cœur et ses millions (sota el nom de Modeste Arveyres)
- 1931 : Coquecigrole, amb Danielle Darrieux
- 1931 : Mon ami Victor, amb René Lefèvre, Pierre Brasseur i Simone Bourday
- 1932 : Le Crime du Bouif
- 1932 : Barranco, Ltd
- 1933 : Mademoiselle Josette, ma femme, amb Annabella, Jean Murat et Jean Marconi
- 1933 : Les Ailes brisées
- 1934 : N'aimer que toi
- 1934 : L'Aristo
- 1934 : La Femme idéale
- 1935 : Jim la Houlette
- 1936 : Le Secret de Polichinelle, amb André Alerme, Raimu i Françoise Rosay
- 1936 : La Flamme
- 1936 : Le Mort en fuite, amb Jules Berry, Michel Simon, Marie Glory
- 1936 : L'Amant de Madame Vidal, amb Elvire Popesco
- 1937 : The Girl in the Taxi
- 1937 : Le Porte-veine
- 1937 : La Chaste Suzanne
- 1938 : Les Nouveaux Riches, amb Raimu it Michel Simon
- 1938 : L'Inconnue de Monte-Carlo
- 1938 : Le Train pour Venise
- 1939 : Eusèbe député, amb Michel Simon
- 1939 : Dédé la musique
- 1942 : La Neige sur les pas, amb Pierre Blanchar, Georges Lannes et Pauline Carton
- 1942 : La Croisée des chemins
- 1942 : Promesse à l'inconnue
- 1943 : Le Secret de Madame Clapain
- 1944 : L'Ange de la nuit, amb Michèle Alfa, Jean-Louis Barrault i Pierre Larquey
- 1945 : J'ai dix-sept ans
- 1945 : Peloton d'exécution
- 1946 : Pas si bête, amb Bourvil i Suzy Carrier
- 1946 : Gringalet
- 1947 : Amour, Délices et Orgues
- 1947 : Carré de valets
- 1948 : Blanc comme neige, amb Bourvil, Mona Goya et Pauline Carton
- 1948 : L'Ombre
- 1949 : Le Bal des pompiers, amb Claude Dauphin, Paulette Dubost et Robert Arnoux
- 1949 : Le Cœur sur la main, amb Bourvil, Michèle Philippe et Jacques Louvigny
- 1949 : La Femme nue, amb Giselle Pascal, Yves Vincent et Michèle Philippe
- 1950 : La Petite Chocolatière, amb Gisèle Pascal, Claude Dauphin i Henri Génès
- 1950 : Le Roi Pandore, amb Bourvil i Georges Lannes.
- 1950 : Pigalle-Saint-Germain-des-Prés
- 1951 : Le Roi des camelots
- 1951 : Mademoiselle Josette, ma femme amb Odile Versois, Fernand Gravey i Robert Arnoux
- 1951 : Chacun son tour
- 1951 : Jamais deux sans trois
- 1952 : Allô... je t'aime
- 1953 : Trois hommes et un piano
- 1953 : Belle Mentalité !
- 1953 : Le Dernier Robin des Bois
- 1953 : Le Portrait de son père, amb Jean Richard, Brigitte Bardot i Daniel Cauchy
- 1954 : Scènes de ménage, amb Louis de Funès, Bernard Blier i Sophie Desmarets
- 1954 : L'Œil en coulisses
- 1955 : Les deux font la paire (o Le Mort en fuite) (remake del film Le Mort en fuite, versió de 1936)
- 1955 : Quatre jours à Paris
- 1956 : Les Duraton
- 1956 : La Joyeuse Prison
- 1957 : À la Jamaïque, amb Luis Mariano, Paquita Rico i Darry Cowl
- 1957 : Cinq millions comptant
- 1958 : En légitime défense, amb Bernard Blier, Pierre Mondy i Robert Dalban
- 1958 : Sacrée Jeunesse
- 1960 : Préméditation, amb Jean-Claude Pascal, Jean Desailly, Pascale Roberts
- 1960 : Le Rondon

### Com a ajudant de director
- 1927 : Le Sous-marin de cristal de Marcel Vandal
- 1927 : Le Mystère de la tour Eiffel de Julien Duvivier
- 1928 : L'Eau du Nil de Marcel Vandal
- 1928 : Le Tourbillon de Paris de Julien Duvivier

### Com a productor
- 1931 : Laurette ou le Cachet rouge de Jacques de Casembroot